# Janete dos Santos
Pour les articles homonymes, voir dos Santos.
Janete dos Santos (née le 10 juin 1991) est une joueuse angolaise de handball. Elle joue en club pour Progresso ne Sambizanga (en) et elle est membre de l'équipe d'Angola de handball féminin.
Elle a participé au Championnat du monde de handball féminin 2015 puis en 2017, ainsi qu'aux Jeux olympiques d'été de 2016.

## Palmarès

### En club
compétitions internationales
- vainqueur du Super globe féminin en 2019 (avec CD Primeiro de Agosto)

### En équipe nationale
Jeux olympiques
- 8e place aux Jeux olympiques 2016

championnats du monde
- 16e place au championnat du monde 2015
- 19e place au championnat du monde 2017

championnats d'Afrique
- médaille d'or au championnat d'Afrique 2016
- médaille d'or aux Jeux africains 2015.